# São Joaquim da Barra
São Joaquim da Barra – miasto i gmina w Brazylii, w stanie São Paulo. Znajduje się w mezoregionie Ribeirão Preto i mikroregionie São Joaquim da Barra.